# Cinema amb Ç
Cinema amb Ç és una pel·lícula documental catalana del 2018 dirigida per Cris Gambín i Toni Pinel. El documental entrevista a diverses personalitats vinculades amb el cinema i la llengua als Països Catalans.

## Sinopsi
Quin és l'estat de salut del cinema en català? És cert el mite que la llengua influeix en poder tirar endavant una producció? Quina acollida té el cinema en llengua catalana? En parlem amb diverses personalitats vinculades amb el cinema i la llengua als Països Catalans.

## Repartiment
- Joan Frank Charansonnet
- Carlos Marqués-Marcet
- Joan Ramon Armadàs
- Raimon Masllorens
- Agustí Villaronga
- Valérie Delpierre
- Juan Carlos Tous
- Antonio Barrero
- Òscar Escuder
- Isona Passola
- Ventura Pons
- Judith Colell
- Aina Clotet
- Kike Maíllo
- Bruna Cusí
- Jordi Relats